# Моторна јахта А (М/Y A)
Моторна јахта "А" (M/Y A) је луксузна моторна јахта коју је дизајнирао Филип Старк, а конструисао познати поморски архитекта Мартин Францис. Јахту је изградила компанија  (енгл.Blohm + Voss) на бродоградилишту  енгл.HDW у Килу.У функцији је од новембра 2004. године, а купцу је предата 2008. године. Према непотврђеним извештајима, трошкови изградње јахте износили су око 300 милиона долара. Дужина од око 119 метара и запремина од 6 000 тона, сврстава ову јахту међу највеће јахте света.
Јахта "А" поседује главни апартман и још шест апартмана за смештај од укупно 14 гостију и може да прими око 40 чланова посаде. Према писању медија  јахта је добила име "А" како би била на самом врху бродских регистара. Јахта припада Aндреју Мељниченку

## Дизајн и развој
Како и обично бива са многим луксузним јахтама, о моторној јахти "А" знало се веома мало за време њене изградње. Према неким изјавама Филип Старк је као узор приликом дизајнирања узео америчке ратне бродове и јахта је специјално дизајнирана да се одбрани од напада модерних гусара.

## Заплена јахте
12. марта 2022. јахту је запленила италијанска полиција у складу са мерама против руских олигарха.